# Inget att avundas: Vardagsliv i Nordkorea
Inget att avundas: Vardagsliv i Nordkorea är ett journalistiskt reportage i bokform av den amerikanska författaren Barbara Demick. Boken är baserad på intervjuer med nordkoreanska avhoppare, och skildrar genom dessa flera aspekter, historier och livsberättelser från den kommunistiska diktaturen Nordkorea. Boken belönades med BBC:s Samuel Johnson-pris 2010, och nominerades till National Book Award, den amerikanska motsvarigheten till Augustpriset. 

## Handling
Boken är baserad på ett hundratal intervjuer med nordkoreanska avhoppare under sju års tid, de flesta från staden Chongjin i nordöstra Nordkorea. Barbara Demick skriver i boken att hon valde att fokusera på avhoppare från en och samma stad för att bättre kunna verifiera de fakta som hon samlat genom intervjuerna. Hon skriver även att hon valde Chongjin på grund av att staden är avlägsen från städer där turism förekommer, och därför möjligen har mindre tillrättalagda förhållanden.
Ett tiotal personer omnämns i boken, några med fingerade namn.  

## Kritik
Boken fick överlag positiv kritik i svenska medier. SvD beskrev att boken ger en unik inblick i nordkoreaners vardagsliv, men att läsaren bör ha i åtanke att boken är baserad enbart på intervjuer, och att författaren inte har kunnat rapportera på plats från landet i fråga på grund av dess slutna gränser. Denna problematik är något som Barbara Demick också nämner i bokens inledande kapitel. Även Göteborgsposten har recenserat boken. 